# شهر زنان (فیلم ۱۳۷۷)
شهر زنان فیلمی به کارگردانی و نویسندگی عطاالله حیاتی ساختهٔ سال ۱۳۷۷ است.

## خلاصه داستان
خان جان وصیت می‌کند که تا وقتی فرزندان دو طایفه کشتگر و شوان با هم وصلت می‌کنند، می‌توانند از باغ و عمارت آن در آب اسک به صورت مشاع استفاده کنند و در صورت عدم رعایت این مسئله طایفهٔ کشتگر هیچ حقی در برابر متعلقات خان جان ندارد و تمام ملک مزبور در تصرف خانواده شوان قرار می‌گیرد. اما در این بین مهتاب فرزند طایفهٔ کشتگر با قبولی در دانشگاه تصمیم می‌گیرد با این قانون به مبارزه بپردازد. او قانون تعیین شده را مردود می‌داند.

## بازیگران
- چکامه چمن ماه
- رامین راستاد
- پری امیرحمزه
- مریم سعادت
- باقر صحرارودی
- منوچهر آذر
- هنگامه فرازمند
- احمد کاظمی
- سپیده پهلوان زاده
- فرج اله گل سفیدی